# Фулджем, Эдвард, 5-й граф Ливерпуль
Эдвард Питер Бертрам Сэвил Фулджем, 5-й граф Ливерпуль (англ. Edward Peter Bertram Savile Foljambe, 5th Earl of Liverpool; род. 14 ноября 1944 года) — английский дворянин, консервативный политик и бизнесмен.

## Ранняя жизнь
Родился 14 ноября 1944 года. Посмертный сын капитана Питера Джорджа Уильяма Сэвила Фулджема (1919—1944), убитого во время Второй мировой войны в сентябре 1944 года, и Элизабет Джоан Флинт (род. 1921). Его дед по отцовской линии — Достопочтенный Бертрам Мармадьюк Осберт Cэвил Фулджем (1891—1955), шестой сын Сесила Фулджема, 1-го графа Ливерпуля, бывшего лорда-стюарда двором короля Эдуарда VII.
Эдвард Фулджем получил образование в школе Шрусбери и Университете Перуджи.

## Карьера
13 марта 1969 года после смерти своего двоюродного деда Роберта Фулджема, 4-го графа Ливерпуля (1887—1969), 24-летний Эдвард Фулджем унаследовал титулы 5-го графа Ливерпуля, 5-го виконта Хауксбери из Киркхема и Мэнсфилда, 5-го барона Хауксбери из Хассельбаха, а также занял место в Палате лордов Великобритании. В настоящее время он является одним из девяноста избранных наследственных пэров, которые остаются в Палате лордов после Закона о Палате лордов 1999 года, и сидит на скамейках консерваторов.
Он является бывшим управляющим директором пивоварни Melbourns и директором гостиничной управляющей компании Hart Hambleton.

## Личная жизнь
Граф Ливерпуль был трижды женат. 29 января 1970 года он женился первым браком на леди Джулиане Мэри Элис Ноэль (род. 27 января 1949), дочери Энтони Ноэля, 5-го графа Гейнсборо, и Мэри Стоуртон. До развода в 1994 году у них было двое детей:
- Люк Фулджем, виконт Хауксбери (род. 25 марта 1972), старший сын и преемник отца. Женат с 2013 года на Кэтрин Дэвис.
- Достопочтенный Ральф Фулджем (род. 24 сентября 1974), женат на Ребекке Паркер, трое детей.

26 мая 1995 года лорд Ливерпуль женился вторым браком на графине Мари-Анж Мишель де Пьерредон, дочери графа Жеро Мишеля де Пьерредона. Они развелись в 2001 году.
В 2002 году он женился в третий раз на Джорджине Энн Ледерман (урожденной Рубин).